# Csala Károly
Csala Károly (Cegléd, 1939. január 1. – 2018. december 5. előtt) magyar író, költő, műfordító, esztéta, lapszerkesztő.

## Élete
Tóth István fotóművész ceglédi fotóklubjába járt, majd a Színház- és Filmművészeti Főiskolán kezdett tanulni, amit azonban lelkiismereti okokra hivatkozva félbehagyott. Az ELTE BTK olasz-orosz szakát végezte el 1962-ben, majd különféle alkalmi munkák után 1964-ig a KISZ Központi Művészegyüttesnél gondnokként helyezkedett el, aztán 1966-ig üzemi lapoknál, majd a Könyvtájékoztató című kiadványnál dolgozott. 1976-ig a Magvető Könyvkiadó szerkesztőjeként, 1979-ig az Új Tükör hetilap, majd 1985-ig a Filmvilág rovatvezetőjeként dolgozott. 1985-től a Mozgó Képek felelős szerkesztője volt, az 1990-es években a Népszabadság munkatársa lett. Elsősorban szerb, horvát, orosz és spanyol írókat fordított.

## Művei[2]
- Vers boldognak, boldogtalannak; Magvető, Bp., 1969 (Új termés)
- A gyűlölet tudománya. Válogatás a háborús Európa hadszínterét bemutató szépprózai művekből, szerk., 1975
- 77 vers Leninről, szerk., 1977
- Filmpanoráma, 81; szerk. Csala Károly; Lapkiadó, Bp., 1980
- Fegyverek szomorú éjszakája. Mai latin-amerikai költők, s. a. r., 1982
- Európai idill. Baranyi Ferenc, Csala Károly, Simor András versei; ill. Bálványos Huba; Országos Grafikai Műhely, Vác, 1990
- Filmlexikon, szerk. (Veress Józseffel), 1994
- Egy szerencsés élet. Beszélgetés Illés György filmoperatőrrel, 1994
- Dalok vándorúton, v., 1997
- Csala Károly–Fazekas Eszter: A fény festője Koltai Lajos operatőr; Osiris, Bp., 2001
- Csala Károly–Veress József: Filmkalauz; Tarsoly, Bp., 2001
- Évtizedek egy aprópénz-országban. Szemelgetett versek; szerzői, Bp., 2003 (Z-füzetek)

### Válogatott műfordításai
- Ivan Ivanovics Martinov: Dmitrij Sosztakovics Gondolat Kiadó, 1965
- Alexandr Lebegyenko: Sorsok és szerelmek, r. Zrínyi Katonai Kiadó, 1967
- Ivan Sevcov: A fák nem hajtanak fejet, r. Zrínyi Katonai Kiadó, 1968
- Alekszandr Andrejev: Őrizzétek a napot, r. Zrínyi Katonai Kiadó, 1969
- Mihailo Lalić: A sötétség sugara, r. Zrínyi Katonai Kiadó, 1970
- Teodor Ojzerman: Filozófiatörténet – metafilozófia, Kossuth Kiadó, 1970
- Radovan Zogović: A szerelemről utólag, v., vál., jegyz., ford. et al., 1971
- Marko Markov: Szocializmus és társadalomirányítás Kossuth Kiadó, 1973
- Vlagyimir Vlagyimirovics Majakovszkij: Roszta, ford., bevez. Magvető Könyvkiadó, 1977
- Radovan Zogović: Ott fenn a hófödte hegyekben, kisr. Zrínyi Katonai Kiadó, 1983
- Hàn Mặc Tử: Szerelmi láz, v. Magyar-Vietnami Baráti Társaság, 1997
- Đura Jakšić: Versek – Eötvös Klasszikusok 21. – Bp., Eötvös József Könyvkiadó, 1998[8]
- Ének Cidről: középkori spanyol epikus költemény –  Bp., Eötvös József Könyvkiadó, 2002